# Agathocles (zoon van Lysimachus)
Agathocles (Oudgrieks: Ἀγαθοκλῆς / Agathoclễs; stierf in 284 v.Chr.) was de zoon van Lysimachus bij een Odrysische vrouw die door Polyaenus Macris wordt genoemd. Agathocles werd rond 292 v.Chr. door zijn vader tegen de Geten uitgestuurd, maar werd verslagen en gevangengenomen. Hij werd echter vriendelijk behandeld door Dromichaetes, de koning van de Geten, en teruggezonden naar zijn vader met geschenken. Maar Lysimachus trok desalniettemin op tegen de Geten en werd zelf gevangengenomen. Ook hij werd vrijgelaten door Dromichaetes, die daarop Lysimachus' dochter huwde. Volgens sommige auteurs was het enkel Agathocles en volgens andere auteurs dan weer enkel Lysimachus, die was gevangengenomen. In 287 v.Chr. werd Agathocles door zijn vader uitgestuurd tegen Demetrius Poliorcetes, die Anatolië was binnengetrokken om Lysimachus Lydië en Carië te ontnemen. In deze expeditie was hij wel succesvol: hij versloeg Demetrius en verdreef hem uit zijn vaders provincies. Agathocles was voorbestemd om de opvolger van Lysimachus, en was populair onder diens onderdanen. Zijn stiefmoeder Arsinoë stookte zijn vader echter op tegen hem. Na een mislukte poging hem te vergiftigen, wierp Lysimachus hem in de gevangenis, waar hij werd vermoord (284 v.Chr.) door Ptolemaeus Keraunos, die een vluchteling was aan het hof van Lysimachus. Zijn weduwe Lysandra vluchtte met hun kinderen en Alexander - haar schoonbroer - naar Seleucus in Klein-Azië, die daarop de strijd aanbond met Lysimachus.

## Referentie
- W. Smith, art. Agathocles (2), in W. Smith (ed.), A dictionary of Greek and Roman biography and mythology, I, Boston, 1867, p. 65.

## Voetnoten
1. ↑  Polyaenus, Stratagemata VI 12.
2. ↑  Diodorus Siculus, Bibliotheca XXI 12; Pausanias, Beschrijving van Griekenland I 9; Strabo, Geographika XIV 4; Plutarchus, Demetrius 39, Moralia: "Over de vertragingen van de goddelijke wraak". Gearchiveerd op 15 mei 2021.
3. ↑  Plutarchus, Demetrius 46. Gearchiveerd op 15 mei 2021.
4. ↑  Memnon van Heraclea, Geschiedenis van Herakleia 5; Pausanias, I 10; Iunianus Iustinus, Epitome van Pompeius Trogus XVII 1.. Gearchiveerd op 7 december 2021.